# Caroline Marks
Caroline Marks (née le 14 février 2002 à Boca Raton) est une surfeuse originaire des États-Unis.

## Biographie
Elle termine quatrième des épreuves de surf aux Jeux olympiques d'été de 2020.
En août 2023, elle remporte le Billabong Pro Tahiti. Quelques semaines plus tard, elle remporte les play-offs du circuit professionnel à Trestles, son premier titre de championne du monde.
En août 2024, elle remporte la médaille d'or au Jeux olympiques de Paris 2024 en battant en finale Tatiana Weston-Webb.